# Napal Melintang (Selangit)
Napal Melintang is een bestuurslaag in het regentschap Musi Rawas van de provincie Zuid-Sumatra, Indonesië. Napal Melintang telt 1039 inwoners (volkstelling 2010).